# Return to Ommadawn
Return to Ommadawn ist das 26. Studioalbum des britischen Musikers Mike Oldfield, das am 20. Januar 2017 bei dem Musiklabel Virgin EMI veröffentlicht wurde. Es ist eine Fortsetzung seines dritten Albums Ommadawn von 1975. Es wurde von Mike Oldfield von Dezember 2015 bis Mai 2016 aufgenommen.
Das Album wurde am 20. Januar 2017 auf CD, CD/DVD, LP und als Download bei Virgin EMI Records veröffentlicht. Das CD/DVD-Audio Set enthält einen 5.1 Surround Sound Mix des Albums.

## Hintergrund
Oldfield spielte in der Vergangenheit mit der Idee, eine Fortsetzung von Ommadawn zu schaffen; „Amarok sollte ursprünglich Ommadawn II sein, aber es ging ein wenig in seine eigene Richtung.“
Am 16. Oktober 2015 erklärte Oldfield auf Twitter: „Ich arbeite seit etwa einer Woche weiter an Ideen für A New Ommadawn, um zu sehen, ob […] die Idee tatsächlich funktioniert.“ Am 8. Mai 2016 erklärte Oldfield auf seiner Facebook-Gruppenseite, dass das neue Ommadawn-Projekt mit dem vorläufigen Titel Return to Ommadawn abgeschlossen sei und er auf ein Veröffentlichungsdatum von der Plattenfirma warte.
Am 7. Dezember 2016 verriet Oldfield in einem Facebook-Post, das Veröffentlichungsdatum werde der 20. Januar 2017 sein. Eine 30-Sekunden-Vorschau wurde in diesem Facebook-Post veröffentlicht, und eine 3-minütige „Radio-Exklusiv-Single-Version“ wurde auf BBC Radio 2 gespielt.
Return to Ommadawn ist das erste Album seit Incantations (1978), das dem Format folgt, dass ein Track pro Seite der Vinyl-Langspielplatte einfach mit „Part one“, „Part two“ usw. benannt ist.
Das Album erhielt gemischte bis durchschnittliche Rezensionen und erzielte 64 von 100 Punkten bei Metacritic. In Spanien kam es auf Platz 1.

## Instrumentenliste
Instrumentenliste wie in der Originalveröffentlichung von 2017 angegeben:
Saiteninstrumente:
- Akustische Gitarre
- Flamenco-Gitarre
- Elektrische Bassgitarre
- Akustische Bassgitarre
- E-Gitarren: Fender Telecaster, Fender Mark Knopfler Signature Stratocaster, PRS Signature
- Mandolinen
- Banjo
- Ukulele
- Keltische Harfe

Keyboards:
- Vox Continental Orgel
- Hammondorgel
- Farfisa Orgel
- Mellotron
- ARP Solina String Ensemble
- Clavioline
- Piano

Percussion:
- Bodhrán
- Afrikanische Trommeln
- Glockenspiel

Weitere:
- Penny Whistles in B♭, C, D, E♭, F und G
- Stimmeneffekte aus dem Original Ommadawn-Album

Verstärker:
- Mesa/Boogie
- Fender Twin Reverb

## Titelliste
Alle Titel von Mike Oldfield.
1. Return to Ommadawn (Part one) – 21:10
2. Return to Ommadawn (Part two) – 20:57